# Munzur Çayı
Der Munzur Çayı (auch Munzur Suyu oder Munzur Irmağı) ist ein Fluss in der Ost-Türkei.
Der Munzur Çayı entspringt im Munzur-Gebirge im Norden der Provinz Tunceli. Er fließt an der Kreisstadt Ovacık vorbei in östlicher Richtung. Später wendet er sich nach Süden und durchschneidet das Gebirge. Bei Tunceli trifft der Pülümür Çayı von Nordosten kommend auf den Fluss. Im Anschluss wird der Munzur Çayı von der Uzunçayır-Talsperre über eine Länge von 18 km aufgestaut. 4 km unterhalb des Staudamms beginnt schon der Stausee der Keban-Talsperre. Ursprünglich floss der Munzur Çayı noch weitere 18 km bis zu seiner Einmündung in den Peri Çayı, der wiederum in den Murat mündete. Heute werden die Unterläufe dieser Flüsse von der Keban-Talsperre aufgestaut. Die Länge des Munzur Çayı wird mit 144 km angegeben.
Der mittlere Abfluss beträgt 87 m³/s. Im April beträgt der Abfluss im Mittel 398 m³/s, im Oktober sind es lediglich 44 m³/s.
Der Munzur Çayı ist Teil des Munzur-Vadisi-Nationalparks.

Tunceli und Umgebung